# アーサー・ピール (初代ピール子爵)
初代ピール子爵アーサー・ウェルズリー・ピール閣下（英語: Arthur Wellesley Peel, 1st Viscount Peel, PC、1829年8月3日 - 1912年10月24日）は、イギリスの自由党政治家。1865年から1895年まで庶民院議員を務め、うち1884年から1895年までは庶民院議長も務めた。退任後、ピール子爵に叙された。

## 生涯
ピールは保守党出身の首相サー・ロバート・ピールと妻のジュリア（初代準男爵サー・ジョン・フロイドの娘）の間の四男であり、初代ウェリントン公爵アーサー・ウェルズリーに因んで名付けられた。イートン・カレッジとベリオール・カレッジで教育を受けた。
1863年のコヴェントリー選挙区補欠選挙で落選した後、1865年イギリス総選挙で自由党から出馬してウォリック選挙区で当選、以降1885年議席再分配法でウォリック選挙区が廃止されるまで同選挙区で当選し続けた。1868年から1871年まで救貧庁政務次官を務めた後、商務委員会政務次官に転じた。1873年から1874年までには大蔵政務次官を務め、1880年に第2次グラッドストン内閣で内務次官を務めた。サー・ヘンリー・ブランドが庶民院議長から退任すると、ピールは1884年2月26日に後任の議長に選出された。
1885年イギリス総選挙ではウォリック・アンド・リーミングトン選挙区で当選した。ブリタニカ百科事典第11版によると、ピールは庶民院議長として「ひと際公正さを示し、全ての場合において庶民院の伝統、慣習と礼儀に関する完璧な知識、裁決の妥当さと決定の手早さも示した」という。職務上中立ではあったが、アイルランド内政自治をめぐって自由党を離党、自由統一党に加入した。またキリスト教徒以外（例えば、不可知論者や無神論者）も庶民院議員になれるよう忠誠宣誓を変えるチャールズ・ブレッドローの運動も支持した。
1895年イギリス総選挙において、ピールは健康上の理由で引退した。退任に際して、ベッドフォード郡のサンディーのピール子爵に叙され、4千ポンドの年金を受け取った。同年7月、シティ・オブ・ロンドンの名誉市民権を受け取った。1896年、酒類販売免許法に関する王立委員会の委員長を務めたが、ピールの報告に委員数名が反対したためピールは委員長を辞任、サー・アルジャーノン・ウェストが代わりに多数意見をまとめて報告を提出した。しかし、報告はピールの名前で発表され、酒類販売免許の数を大幅に減らすことを勧告した。この報告は後に改革者たちにとって有用な武器となった。

## 家族
1862年、ウィリアム・ストラトフォード・ダグデイルの娘アデレードと結婚した。アデレードが1890年12月に死去した後も再婚せず、1912年10月に死去した。2人は4男2女をもうけ、長男のウィリアム・ウェルズリー・ピールがピール子爵位を継承した（1929年に初代ピール伯爵に叙される）。次男のアーサー・ジョージ・ヴィリアーズ・ピールは政治家、作家だった。三男のシドニー・ピールも政治家であり、1936年に準男爵に叙された。娘のアグネス・メアリー・ピール（1871年 - 1959年）はユニオニストのチャールズ・シドニー・ゴールドマンと結婚した。